# Mar tempestuoso
Mar tempestuoso es una pintura sobre tela hecha por Ramón Martí Alsina durante el último cuarto del siglo XIX, y que se conserva en la Biblioteca Museo Victor Balaguer con el número de registro 240. Ingresó en el museo en 1884, proveniente de la colección privada de Victor Balaguer Cirera.

## Descripción
Un mar tempestuoso ocupa el tercio inferior de la composición, mientras que el cielo lleno de nubes de tormenta ocupan el resto. Las olas y el cielo son tratadas con cierto sentido épico. Típico ejemplo de Martí Alsina, que se centra en temas simples y naturales en la primera parte de su trayectoria. No está datado pero es anterior al año de apertura del Museo. 

## Inscripción
En el cuadro se puede leer la inscripción "Barcelona, 1825 = Ramón Martí Alsina. Barcelona , 1894. Tempestad en el mar".